# Чиполлино
Чиполли́но (итал. Cipollino) — мальчик-луковка, герой сказочной повести «Приключения Чиполлино» итальянского писателя Джанни Родари, а также поставленных по книге Родари спектаклей и мультипликационных фильмов. В Советском Союзе — член Клуба весёлых человечков.

## История
Чиполлино появился в 1951 году в книге Приключения Чиполлино итальянского писателя Джанни Родари.
Образ Чиполлино получил большую популярность в СССР. В журнале «Весёлые картинки» он стал членом Клуба весёлых человечков, состоящего из известных персонажей детских книг и фильмов. Изображён на почтовых марках России 1992 и 2004 года.

## Характер
Бесстрашный и храбрый, Чиполлино в то же время имеет весёлый характер и способен пошутить.

## Книги о Чиполлино
«Приключения Чиполлино» (итал. Il romanzo di Cipollino, 1951; в 1957 вышла как Le avventure di Cipollino) — сказочная повесть итальянского писателя Джанни Родари. Персонажи сказки — овощи или фрукты: сапожник Виноградинка, кум Тыква, девочка Редиска, мальчик Вишенка и т. д. Главный персонаж — мальчик-луковка Чиполлино, который борется против притеснений бедняков со стороны богачей — синьора Помидора, принца Лимона.

## Экранизации
- 1961 — «Чиполлино», мультфильм студии «Союзмультфильм»
- 1964 — «Чиполлино», диафильм в двух частях[2]
- 1973 — «Чиполлино», фильм (СССР).

## Театральные постановки
- 1974 — «Чиполлино» — балет в трёх действиях, мировая премьера в Киевском государственном академическом театре оперы и балета им. Т. Г. Шевченко, композитор Карен Хачатурян, либретто Геннадия Рыхлова, хореограф-постановщик Генрих Майоров, художник Алла Кириченко, дирижёр Константин Ерёменко[3].
- 1977 — «Чиполлино» — балет в трёх действиях, премьера в Большом театре, композитор Карэн Хачатурян, либретто Геннадия Рыхлова, хореограф-постановщик Генрих Майоров, художник Валерий Левенталь, дирижёр Александр Копылов.
- 2014 — «Чиполлино» «Содружество актёров Таганки» (Москва), режиссёр Екатерина Королёва[4].
- 2019 — «Чиполлино», Московский Лианозовский Театр, режиссёр Александр Таттари. Не был допущен к показу на площадке центра культуры «Сцена» в рамках театрального фестиваля[5][6][7][8][9][10][11][12].